# 吴城镇 (永修县)
吴城镇是中国江西省九江市永修县东北部的一个镇，毗邻星子、新建，与都昌、鄱阳、余干隔湖相望。
吴城镇位于赣江北支、修水汇入鄱阳湖处，形成在省城下游的水上门户，历史上长期从属于南昌府新建县，有“洪都门户”之称。清朝时期成为江西省最重要的商业中心之一，和景德镇、樟树镇、河口镇列为江西四大镇之一。

## 历史
吴城原名吴山，三国时属海昏县，太史慈在此筑城。南朝宋元嘉二年（425年），海昏县因县城陷入湖中被废。设建昌县，治艾城，吴山属之。此后吴山逐步发展为大集镇，并易名吴城。
陈朝时，吴城属西昌县。北宋太平兴国六年（981年）置新建县，吴城隶属新建。
乾隆至道光的百余年间，是吴城商业发展的鼎盛时期。鸦片战争后，特别是1936年粤汉铁路建成后，作为岭南-大庾岭-内地诸省商道水运枢纽的吴城地位日趋下降，只有木材输出依旧，木材业几乎成为吴城经济的唯一支柱。
1939年3月，侵华日军放火使吴城遭到严重破坏，70%房屋被毁，七万居民仅剩两千。1954年吴城划归永修县管辖。

## 行政区划
吴城镇共辖以下地区：
宋家塘社区、樊家垄社区、万寿宫社区、同兴村、丁山村、荷溪村、松门村、松丰村、吉山畜牧养殖场、河东小区生活区、渔业大队。

## 景点
吴城镇有一处江西省文物保护单位：吴城吉安会馆。